# سرخو حرا
سرخو حرّا (نام علمی: Lutjanus argentimaculatus) یک گونه از تیرهٔ سرخوماهیان است که درازای آن به‌طور میانگین به ۸۰ سانتی‌متر می‌رسد. این گونه برای نخستین بار در سال ۱۷۷۵ توسط پیتر فوشکول تعریف شد.
این ماهیان که زیستگاهشان در آب‌های کم عمق ساحلی است، شکارچی بوده و از بی مهرگان کف‌زی نظیر میگوها، خرچنگ، شاه میگوهای جوان و ماهی‌ها تغذیه می‌کنند. سرخوهای جوان و نابالغ در جنگل‌های حرا و حتی در بخش‌های پائینی چشمه‌های آب‌های شیرین نیز یافت می‌شوند. ابتدا به مناطق ساحلی و سپس به بخش‌های صخره‌ای عمیق‌تر مهاجرت می‌کنند و گاهی تا عمق بیش از ۱۰۰ متر نیز یافت می‌شوند.
ردیف‌های فلس بالای خط جانبی در قسمت جلو موازی با نیم‌رخ پشتی و در زیر بخش شعاع‌های نرم باله پشتی به صورت مایل در می‌آید. ردیف فلس‌های زیر خط جانبی افقی هستند. اولین کمان آبششی دارای ۱۶ تا ۲۰ عدد خار آبششی است.
باله‌ها کاملاً توسعه یافته‌اند. باله پشتی دارای ۱۰ شعاع سخت و ۱۳ تا ۱۵ شعاع نرم و بالۀ مخرجی دارای ۳ شعاع سخت و ۸ تا ۹ شعاع نرم است. باله دمی تخت بوده و رنگ بدن قرمز قهوه‌ای است که در بخش شکمی کمی کمرنگ‌تر است. روی خط جانبی دارای ۵۶ عدد فلس می‌باشد.